# Zeitschrift für Bank- und Kapitalmarktrecht
Die Zeitschrift Bank- und Kapitalmarktrecht (BKR) ist eine rechtswissenschaftliche Zeitschrift, welche Praxiswissen für die Rechtsberatung, Rechtsgestaltung und Prozessführung im Bank- und Kapitalmarktrecht vermittelt. Sie erscheint seit 2001 monatlich im Verlag C. H. Beck. Das behandelte Themenspektrum beinhaltet auf 68 Seiten die folgende Teilgebiete des Rechts:
- Kreditrecht
- Kapitalmarkt- und Börsenrecht
- Zahlungsdiensterecht
- Bankaufsichtsrecht
- Kreditsicherungsrecht
- Geldwäscherecht
- Weiteren Rechtsmaterien, die typischerweise im Banken- und Kapitalmarktsektor relevant werden, wie z. B. kollektivem Rechtsschutz, kapitalmarktbezogenem Gesellschaftsrecht sowie Datenschutzrecht.

Die Beiträge sind prägnant, klar strukturiert und mit informativen Einleitungen sowie aussagekräftigen Zusammenfassungen versehen. Namhafte Autoren aus Anwaltschaft, Justiz, Bankwirtschaft, Aufsichtsbehörden und Wissenschaft bürgen für Praxisbezug und Tiefgang. Die BKR liefert die aktuelle Rechtsprechung aus dem Bereich des Bank-, Kapitalmarkt- und Zahlungsdiensterechts, inklusive unterinstanzlicher Rechtsprechung der LG und OLG, welche zur Bewertung mit qualifizierten Anmerkungen didaktisch aufbereitet werden. Zukünftige Veränderungen, welche sich aus dem digitalen Wandel und dem Nachhaltigkeitsgebot ergeben, wie z. B. die Regulierung von Kryptowerten, den Anforderungen an Robo-Advice, dem Einsatz von KI im Finanzbereich und Entwicklungen im Bereich der Sustainable Finance, werden in Aufsätzen und Standtpunkten bearbeitet.
Geschäftsführende Herausgeber sind Petra Buck-Heeb, Jens Koch und Philipp Maume (zugleich Schriftleiter).
Das Herausgeberteam der BKR besteht aus Markus Artz, Bielefeld – Heiko Beck, Frankfurt a. M. – Petra Buck-Heeb, Hannover – Jürgen Ellenberger, Karlsruhe – Markus Escher, München – Stefan Grundmann, Berlin – Christian Grüneberg, Karlsruhe – Mathias Habersack, München – Ralf Josten, Köln – Jens Koch, Bonn – Volker Lang, Bonn – Katja Langenbucher, Frankfurt a. M. – Klaus M. Löber, Frankfurt a. M. – Philipp Maume, München – Sebastian Omlor, Marburg – Dörte Poelzig, Hamburg – Patrick Rösler, Heidelberg – Frank A. Schäfer, Düsseldorf – Hanno Teuber, Frankfurt a. M. – Wolfgang Weitnauer, München – Stefan Werner, Rechtsanwalt, Frankfurt a. M. Schriftleiter ist Philipp Maume, München. Die Redaktion hat ihren Sitz in der Arcisstraße 21, 80333 München.